# Seen It All: The Autobiography
Seen It All: The Autobiography (с англ. — «Видел всё: Автобиография») — пятый студийный альбом американского рэпера Jeezy. Был выпущен 2 сентября 2014 года звукозаписывающей компанией Def Jam. В записи пластинки приняли участие Jay-Z, Фьючер, Эйкон, The Game, Рик Росс, T.I., YG и Келли Роуленд.

## Коммерческий успех
После первой недели продаж альбом дебютировал на строчке № 2 в чарте Billboard 200 с отметкой в 121 000 проданных копий. Впервые за всю музыкальную карьеру артиста продажи снизились более, чем на 50 % за первую неделю.
Альбом имеет серебряный сертификат RIAA. По состоянию на 31 октября 2016 года было продано более 342 000 копий.

## Список композиций
| №                   | Название                                       | Автор(ы) | Продюсер                  | Длительность |
| ------------------- | ---------------------------------------------- | --- | ------------------------- | ------------ |
| 1.                  | «¼ Block»                                      | Джей Дженкинс Маркус Рэндал | Childish Major            | 3:21         |
| 2.                  | «What You Say»                                 | Джей Дженкинс Маркус Рэндал | Childish Major            | 3:33         |
| 3.                  | «Enough»                                       | Джей Дженкинс Морис Джордан | Ke'noe                    | 3:54         |
| 4.                  | «Holy Ghost»                                   | Джей Дженкинс Дональд Кэннон Адам Фини                                                                                         | Don Cannon Lyle LeDuff    | 4:41         |
| 5.                  | «Me OK»                                        | Джей Дженкинс Кристофер Голсон                                                                                                 | Drumma Boy                | 4:47         |
| 6.                  | «Been Getting Money» (при участии Akon)        | Джей Дженкинс Маркус Рэндал Алиун Тиам                                                                                         | Childish Major            | 3:37         |
| 7.                  | «Seen It All» (при участии Jay-Z)              | Джей Дженкинс Рональд ЛаТур Шон Картер-мл. Рюдо Юзаки Йоко Аки                                                                 | Cardo                     | 3:27         |
| 8.                  | «Win Is a Win»                                 | Джей Дженкинс Байрон Форест II Джеффри Ричардсон Пай Хастингс                                                                  | Black Metaphor            | 1:39         |
| 9.                  | «Beautiful» (при участии The Game и Rick Ross) | Джей Дженкинс Байрон Форест II Джейсон Тейлор Уильям Робертс Алайн Мион                                                        | Black Metaphor            | 5:42         |
| 10.                 | «Beez Like» (при участии Boosie Badazz)        | Джей Дженкинс Уилли Бёрд Торренс Хатч                                                                                          | Will-A-Fool               | 4:31         |
| 11.                 | «No Tears» (при участии Future)                | Джей Дженкинс Майкл Уильямс Пьер Рамон Слаугтер Нейведиус Уилбёрн                                                              | Mike Will Made It P-Nasty | 4:24         |
| 12.                 | «How I Did It (Perfection)»                    | Джей Дженкинс Байрон Форест II Саймон Беддоэ Томми Эванс Кристофер Харгвивз Доминик Говард Тарек Моди Дэниел Темплтон Руби Вуд | Black Metaphor            | 3:30         |
| Общая длительность: | Общая длительность:                            | Общая длительность: | Общая длительность:       | 44:26        |

| №                   | Название                                       | Автор(ы) | Продюсер                  | Длительность |
| ------------------- | ---------------------------------------------- | --- | ------------------------- | ------------ |
| 1.                  | «¼ Block»                                      | Джей Дженкинс Маркус Рэндал | Childish Major            | 3:21         |
| 2.                  | «What You Say»                                 | Джей Дженкинс Маркус Рэндал | Childish Major            | 3:33         |
| 3.                  | «Black Eskimo»                                 | Джей Дженкинс Рональд ЛаТур Джон Эрл Джулиан-мл.                                                                               | Cardo Johnny Juliano      | 2:05         |
| 4.                  | «Enough»                                       | Джей Дженкинс Морис Джордан | Ke'noe                    | 3:54         |
| 5.                  | «Holy Ghost»                                   | Джей Дженкинс Дональд Кэннон Адам Фини                                                                                         | Don Cannon Lyle LeDuff    | 4:41         |
| 6.                  | «Me OK»                                        | Джей Дженкинс Кристофер Голсон                                                                                                 | Drumma Boy                | 4:27         |
| 7.                  | «Seen It All» (при участии Jay-Z)              | Джей Дженкинс Рональд ЛаТур Шон Картер-мл. Рюдо Юзаки Йоко Аки                                                                 | Cardo                     | 3:27         |
| 8.                  | «Been Getting Money» (при участии Akon)        | Джей Дженкинс Маркус Рэндал Алиун Тиам                                                                                         | Childish Major            | 3:37         |
| 9.                  | «Fuck the World» (при участии August Alsina)   | Джей Дженкинс Эрнест Уилсон ДеОндре Коллинз Август Алсина                                                                      | No I.D. Trakmatik         | 3:39         |
| 11.                 | «Win Is a Win»                                 | Джей Дженкинс Байрон Форест II Джеффри Ричардсон Пай Хастингс                                                                  | Black Metaphor            | 1:39         |
| 12.                 | «Beautiful» (при участии The Game и Rick Ross) | Джей Дженкинс Байрон Форест II Джейсон Тейлор Уильям Робертс Алайн Мион                                                        | Black Metaphor            | 5:42         |
| 13.                 | «Beez Like» (при участии Boosie Badazz)        | Джей Дженкинс Уилли Бёрд Торренс Хатч                                                                                          | Will-A-Fool               | 4:31         |
| 14.                 | «No Tears» (при участии Future)                | Джей Дженкинс Майкл Уильямс Пьер Рамон Слаугтер Нейведиус Уилбёрн                                                              | Mike Will Made It P-Nasty | 4:24         |
| 15.                 | «How I Did It (Perfection)»                    | Джей Дженкинс Байрон Форест II Саймон Беддоэ Томми Эванс Кристофер Харгвивз Доминик Говард Тарек Моди Дэниел Темплтон Руби Вуд | Black Metaphor            | 3:30         |
| Общая длительность: | Общая длительность:                            | Общая длительность: | Общая длительность:       | 56:39        |

| №                   | Название                                 | Автор(ы)                                                      | Продюсер            | Длительность |
| ------------------- | ---------------------------------------- | ------------------------------------------------------------- | ------------------- | ------------ |
| 16.                 | «Shady Life» (при участии Kelly Rowland) | Джей Дженкинс Пол Доусон Келли Роуленд                        | Hollywood Hot Sauce | 4:02         |
| 17.                 | «Addicted» (при участии T.I. и YG)       | Джей Дженкинс Маркус Рэндал Клиффорд Харрис-мл. Кинон Джексон | Childish Major      | 3:33         |
| Общая длительность: | Общая длительность:                      | Общая длительность:                                           | Общая длительность: | 64:20        |

Использованные семплы
- «Holy Ghost»: Frank Dukes — «Amby»
- «Seen It All»: 豊島たづみ — «とまどいトワイライト»
- «Win Is a Win»: Caravan — «Bobbing Wide»
- «Beautiful»: Cortex — «Chanson d’un jour d’hiver»
- «How I Did It (Perfection)»: Submotion Orchestra — «Perfection»

## Видеоклипы
- 2014: «Me OK»
- 2014: «No Tears» (при участии Future)
- 2014: «Holy Ghost»
- 2014: «Black Eskimo»

## Интересные факты
Это первый альбом артиста, выпущенный под новым сценическим псевдонимом, без приставки «Young».
Графическое оформление обложки стандартной и делюкс-версии отличаются инверсией цвета. Однако эксклюзивное издание от компании Best Buy (17 песен) выполнено именно в чёрном цвете, как и в стандартной версии альбома (12 песен).
В песне «Me OK» артист в своём четверостишье выказал недовольство звукозаписывающей компании Def Jam из-за многочисленных переносов даты выхода. А также добавил, что глава компани Atlantic Records хочет видеть его в своих рядах. А также намекнул, что следующий альбом может выйти в свет уже под новым лейблом.
Дуэт с Kelly Rowland под названием «Shady Life» должен был выйти ещё на альбоме Thug Motivation 103: Hustlerz Ambition, однако релиз состоялся только спустя 3,5 года в эксклюзивном издании альбома.
Артист впервые в своей карьерной практике использовал автотюн на нестандартный припев в песне «4 Zones» длинною в целых 12 строк. Сам рэпер сказал, что он не следует тренду, а мы лишь слышим «мелодичного Джизи».

## Чарты
| Чарт                                   | Высшая позиция |
| -------------------------------------- | -------------- |
| Канада (Canadian Albums Chart)         | 8              |
| США (Billboard 200)                    | 2              |
| США (Billboard Top R&B/Hip-Hop Albums) | 1              |